# Club de Fútbol Palencia

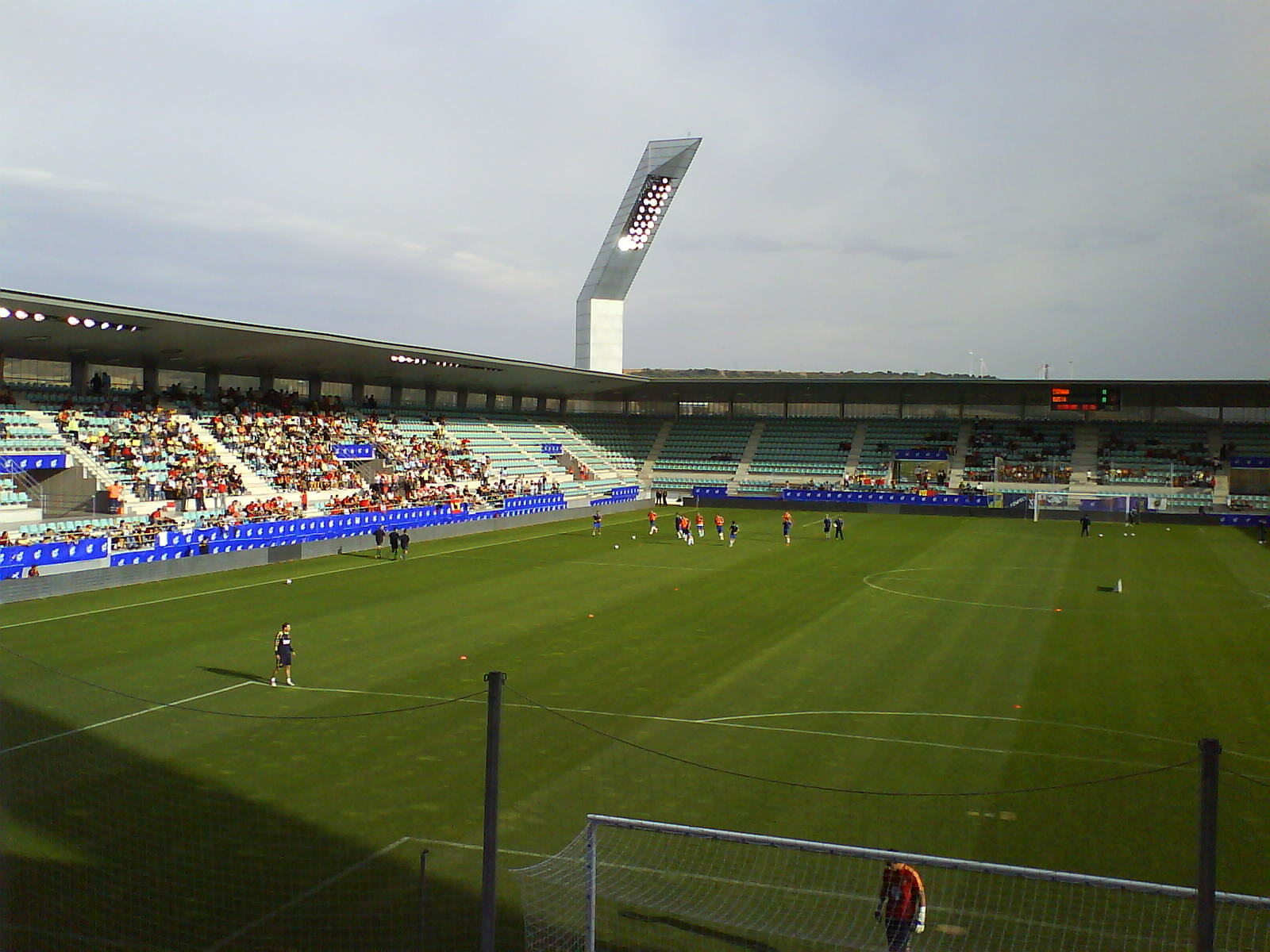
Stadio La Nueva Balastera

Il Club de Fútbol Palencia è una società calcistica con sede a Palencia, nella Castiglia e León, in Spagna. 
Gioca nella Tercera Federación, la quinta serie del campionato spagnolo.

## Storia
Il primo club della città di Palencia venne fondato nel 1929 con il nome di Club Deportivo Palencia, poi modificato più volte.
La società attuale nacque invece nel 1975 come Club Deportivo Cristo Olímpico. Nel 1986, per via della scomparsa, dovuta a seri problemi economici, del Palencia CF, il Cristo Olímpico divenne la principale squadra cittadina, tanto che nel 1989 venne ribattezzato come Club de Fútbol Palencia.

### Club precedenti
- Club Deportivo Palencia - (1929–1941)
- Fábrica Nacional de Palencia - (1941–1951)
- Atlético Palencia - (1951–1960)
- Palencia Club de Fútbol - (1960–1986)

- Club Deportivo Cristo Olímpico - (1975–1989)
- Club de Fútbol Palencia - (1989–)

## Cronistoria
| Stagione    | Categoria      | Posizione |
| ----------- | -------------- | --------- |
| dal 1975-76 | Cat. regionali | —         |
| al 1979-80  | Cat. regionali | —         |
| 1980/81     | 3ª             | 19°       |
| 1981/82     | Cat. regionale | 1°        |
| 1982/83     | 3ª             | 7°        |
| 1983/84     | 3ª             | 11°       |
| 1984/85     | 3ª             | 11°       |
| 1985/86     | 3ª             | 8°        |
| 1986/87     | 3ª             | 6°        |
| 1987/88     | 3ª             | 5°        |
| 1988/89     | 3ª             | 3°        |
| 1989/90     | 3ª             | 1°        |
| 1990/91     | 2ªB            | 6°        |
| 1991/92     | 2ªB            | 12°       |
| 1992/93     | 2ªB            | 4°        |
| 1993/94     | 2ªB            | 15°       |
| 1994/95     | 2ªB            | 9°        |

| Stagione | Categoria | Posizione |
| -------- | --------- | --------- |
| 1995/96  | 2ªB       | 19°       |
| 1996/97  | 3ª        | 2°        |
| 1997/98  | 3ª        | 1°        |
| 1998/99  | 3ª        | 6°        |
| 1999/00  | 3ª        | 7         |
| 2000/01  | 3ª        | 1°        |
| 2001/02  | 3ª        | 4°        |
| 2002/03  | 3ª        | 1°        |
| 2003/04  | 2ªB       | 12°       |
| 2004/05  | 2ªB       | 13°       |
| 2005/06  | 2ªB       | 12°       |
| 2006/07  | 2ªB       | 3°        |
| 2007/08  | 2ªB       | 19°       |
| 2008/09  | 3ª        | 1°        |
| 2009/10  | 2ªB       | 3°        |
| 2010/11  | 2ªB       | 5°        |
| 2011/12  | 2ªB       | —         |

## Statistiche

### Partecipazioni ai campionati
- 1ª División: 0 stagioni
- 2ª División: 0 stagioni
- 2ª División B: 11 stagioni
- 3ª División: 17 stagioni

## Palmarès

### Competizioni nazionali
- Segunda División B: 1

1978-1979 (gruppo I)
- Tercera División: 5

1989-1990, 1997-1998, 2000-2001, 2002-2003, 2008-2009

### Altri piazzamenti
- Segunda División B:

Secondo posto: 1981-1982 (gruppo I)
Terzo posto: 2006-2007 (gruppo II), 2009-2010 (gruppo I)

## Tifoseria
La tifoseria bianco-viola è gemellata con la tifoseria del Fiorenzuola, squadra italiana militante nel campionato di serie D.